# Mingo
Mingo é uma cidade localizada no estado americano de Iowa, no Condado de Jasper.

## Demografia
Segundo o censo americano de 2000, a sua população era de 269 habitantes.
Em 2006, foi estimada uma população de 270, um aumento de 1 (0.4%).

## Geografia
De acordo com o United States Census Bureau tem uma área de
1,3 km², dos quais 1,3 km² cobertos por terra e 0,0 km² cobertos por água. Mingo localiza-se a aproximadamente 255 m acima do nível do mar.

## Localidades na vizinhança
O diagrama seguinte representa as localidades num raio de 16 km ao redor de Mingo.

## Citação
Além disso "Mingo" foi usado em uma das obras de Douglas Adams (O Guia do Mochileiro das Galáxias), como uma palavra - de algum idioma galáctico -, de significado "cara realmente muito incrível".